# Stephen Carr (Fußballspieler)
Stephen Carr (* 29. August 1976 in Dublin) ist ein ehemaliger irischer Fußballspieler. Bekannt wurde der zumeist auf der rechten Außenverteidigerposition eingesetzte 44-fache irische A-Nationalspieler für seine lange Zugehörigkeit von 1991 bis 2004 bei Tottenham Hotspur, wo er in insgesamt 226 Ligaspielen zum Einsatz kam. Nach vier Jahren bei Folgeklub Newcastle United fand er im Anschluss an die Saison 2007/08 zunächst keine Beschäftigung mehr im Profifußball, aber zwei Monate nachdem er bereits seinen Abschied vom aktiven Sport verkündet hatte, feierte er im Februar 2009 ein Comeback bei Birmingham City.

## Profikarriere

### Im Verein

#### Tottenham Hotspur (1993–2004)
Carr wuchs rund zehn Kilometer nordöstlich vom Dubliner Stadtzentrum in Donaghmede auf und erlernte das Fußballspielen bei den Trinity Boys, an der St. Kevin’s School und später zwei Jahre bei einem kleinen Verein mit dem Namen Stella Maris. Im Alter von 15 Jahren absolvierte er erfolgreich ein Probetraining beim Nordlondoner Klub Tottenham Hotspur und war fortan Teil der Jugendabteilung bei den „Spurs“. Obwohl Carr in jungen Jahren zumeist auf Mittelfeldpositionen gespielt und dabei immer Bryan Robson nachgeeifert hatte, sahen die Ausbilder in ihm früh die Fähigkeiten eines Außenverteidigers.
Kurz nach seinem 17. Geburtstag nahm ihn der damalige argentinische Trainer Osvaldo Ardiles unter Vertrag und bereits am 29. September 1993 debütierte Carr in einem Premier-League-Spiel gegen Ipswich Town für die A-Mannschaft. Es sollte jedoch bis zur Saison 1996/97 dauern, bis Carr weitere Einsätze folgen lassen konnte. Dort war der gerade einmal 1,75 Meter große Ire dann auf der sogenannten Wing-back-Position als sehr offensiver Außenverteidiger in 26 Ligapartien ein Gewinn für die Mannschaft und zeigte Stärken in Sachen Ausdauer, Schnelligkeit und Verbissenheit im Zweikampf. In der folgenden Spielzeit 1997/98 festigte Carr seinen Stammplatz auf der rechten Abwehrseite. Er stand in allen 38 Ligapartien für die Spurs auf dem Platz und erinnerte mit seinen Offensivvorstößen zunehmend an den bei Manchester United auf der linken Seite erfolgreich agierenden Landsmann Denis Irwin. Was noch fehlte, war der erste Pflichtspieltreffer, der dann aber in der Saison 1996/97 im Ligapokal gegen den FC Brentford folgte. Dabei hatte Carr auch unter dem neuen Trainer George Graham konstante Leistungen in Abwehr und Mittelfeld gezeigt; besondere Highlights waren für ihn das torlose Remis beim FC Arsenal und der 1:0-Finalsieg im Ligapokal gegen Leicester City – seine erste bedeutende Trophäe im Profifußball überhaupt.
Mit zunehmendem Selbstbewusstsein ausgestattet entwickelte sich Carr nun zunehmend zum Schlüsselspieler, der gegnerische Mittelfeld- und Abwehrreihen speziell durch seine Tempoläufe teilweise vor große Probleme stellte. Dazu gesellte sich eine neue Torgefahr, die sich in drei Ligatoren ausdrückte – darunter ein „Tor des Monats“ gegen Mark Bosnich von Manchester United. Auch die Saison 2000/01 eröffnete er gegen Ipswich Town (3:1) mit einem Treffer und obwohl ihn Leistenprobleme zeitweise außer Gefecht setzten, wählten ihn die Kollegen der Spielergewerkschaft PFA am Ende der Runde in die Mannschaft der Saison („PFA Team of the Year“).
Ein vorläufiges Ende fand diese stetige Positiventwicklung im Sommer 2001, als sich Carr aufgrund schwerer Knieprobleme einer Operation unterziehen und in deren Folge die gesamte Saison 2001/02 pausieren musste. Bei seinem Comeback im August 2002 zog er sich bereits in der ersten Halbzeit eine Oberschenkelverletzung zu und kam erst nach einer weiteren Regenerationsphase im Oktober wieder regelmäßig zum Zuge. Dabei knüpfte er nahezu problemlos an die guten Leistungen vor der langen Unterbrechung an, was eine zweite Nominierung in das Premier-League-Team der abgelaufenen Spielzeit nach sich zog. Die Saison 2003/04 war Carrs letzte Spielzeit für Tottenham Hotspur. In dieser absolvierte er noch einmal 39 Pflichtspiele und verabschiedete sich anschließend in Richtung Newcastle United, das von Bobby Robson trainiert wurde und seit geraumer Zeit Interesse angemeldet hatte. Für eine Ablösesumme von zwei Millionen Pfund ließ Tottenhams neuer Trainer Jacques Santini Carr schließlich ziehen.

#### Newcastle United (2004–2008)
In Newcastle unterzeichnete Carr einen Vierjahresvertrag und unter dem neuen sportlichen Leiter Graeme Souness – Robson war kurze Zeit nach Carrs Verpflichtung entlassen worden – war er auf Anhieb fester Bestandteil in der Viererabwehrkette der „Magpies“. Sein erstes Match bestritt er am 14. August 2004 gegen den FC Middlesbrough; später verletzte er sich am Knie, pausierte dadurch drei Monate lang und kam danach aufgrund der allgemeinen Verletzungsmisere nach seiner Rückkehr häufiger im zentral-defensiven Mittelfeld zum Einsatz. Achtungserfolge waren in seiner ersten Saison der Viertelfinaleinzug im UEFA-Pokal und das Erreichen des FA-Cup-Halbfinals. Enttäuschend hingegen war Rang 14 in der Premier League, wodurch Trainer Souness unter Druck geriet und im Januar 2006 gegen Glenn Roeder ausgetauscht wurde. Weitere Leistenprobleme plagten ihn in der Saison 2005/06 und er erholte sich davon nur langsam. Dabei musste er ein Comeback im FA Cup gegen Mansfield Town bereits nach 45 Minuten abbrechen und sich später einer zweiten Operation unterziehen. Erst nach diesem Eingriff zeigte er sich beim Pokalviertelfinale gegen den FC Chelsea wieder als Verstärkung in der Defensive.
Der nächste Rückschlag folgte im November 2006, als er sich gegen Manchester City eine Knöchelverletzung zuzog und Nolberto Solano auf der Rechtsverteidigerposition derart überzeugte, dass Carr nach seiner Rückkehr nur noch auf der linken Abwehrseite aushelfen durfte und seine Perspektiven im Verein insgesamt in Frage gestellt wurden. Weiteres Pech ereilte ihn nach den ersten drei Ligaspielen in der Saison 2007/08, als ihn ein Muskelfaserriss aus dem Spiel gegen den FC Middlesbrough außer Gefecht setzte und nach einer zu frühen Rückkehr in den Spielbetrieb bis Januar 2008 pausieren ließ. Dass er zunächst wieder zurück in die Mannschaft fand, lag daran, dass der neue Konkurrent Habib Beye bei der Afrikameisterschaft in Ghana weilte; nach dessen Rückkehr verlor er den Platz wieder und zum Saisonende bot ihm Newcastle United keinen neuen Vertrag mehr an. Da sich kein anderer Profiverein finden ließ, blieb Carr ein halbes Jahr lang arbeitslos und erklärte am 1. Dezember 2008 sogar bereits seinen Rücktritt.

#### Birmingham City (2009–2013)
Dennoch trainierte er ab Februar 2009 beim Zweitligaklub Birmingham City mit und verständigte sich mit dem Verein auf einen Kontrakt mit einem Monat Laufzeit, nachdem bei den Blues dringender Handlungsbedarf auf der rechten Außenverteidigerposition entstanden war. Am 24. Februar 2009 feierte er gegen Crystal Palace seinen Einstand und nach Ablauf des einmonatigen Vertrages unterzeichnete er bis Saisonende in Birmingham, das schließlich sogar den Aufstieg in die Premier League brachte. Carr verlängerte daraufhin für zwei weitere Jahre und nach der Verletzung von Lee Carsley übernahm er zusätzlich das Kapitänsamt. Sportlich brachten die beiden folgenden Jahre gleichsam große Erfolge, wie der souveräne Klassenerhalt 2010 mit zwischenzeitlich 15 Pflichtspielen ohne Niederlage und 2011 der Ligapokalsieg nach einem überraschenden 2:1-Finalsieg gegen den FC Arsenal, aber auch einen empfindlichen Rückschlag, wie den erneuten Abstieg in der Saison 2010/11. Der Klub nutzte anschließend eine im Vertrag enthaltene Option zur Vertragsverlängerung mit Carr für ein weiteres Jahr.
Aufgrund eines Knorpelschadens im Knie, die ihn in der Rückrunde der Saison 2011/12 weitgehend außer Gefecht setzte, lief vieles auf das endgültige Karriereende hinaus, bevor er im Juli 2012 unter dem neuen Trainer und Ex-Newcastle-Mannschaftskollege Lee Clark einen neuen Einjahresvertrag unterzeichnete. Eine Verletzung in der anschließenden Saisonvorbereitung ließ ihn dann jedoch zu keinem weiteren Einsatz mehr kommen und obwohl Clark ihn von einer Beschäftigung in seinem Trainerstab überzeugen wollte, verließ Carr Birmingham in Richtung Spanien, wohin er mit seiner Familie übersiedelte.

### Irische Nationalmannschaft
Carr spielte 44 Mal im irischen Fußballnationalteam, nachdem er zuvor sämtliche Jugendteams des Verbandes durchlaufen hatte. Sein Debüt für die A-Mannschaft hatte er dabei im April 1999 gegen Schweden gegeben und sich fortan nach dem Rücktritt von Denis Irwin einen Stammplatz erkämpft. Wegen einer Knieverletzung verpasste Carr jedoch die Endrunde der Fußball-Weltmeisterschaft 2002 mit der irischen Mannschaft. Es sollte die einzige Möglichkeit zur Endrundenteilnahme für ihn gewesen sein, denn gleichsam die Qualifikation zur Euro 2004 in Portugal und zur WM 2006 in Deutschland verpasste er später. Er verkündete daraufhin im Oktober 2005 seinen Rücktritt aus der Nationalmannschaft, ließ sich dann aber von Trainernachfolger Steve Staunton zu einem Comeback überreden. Gut zwei Jahre später endete Carrs internationale Karriere im November 2007 endgültig. Anlässe waren dafür eine zunehmende Anzahl von Verletzungen, die ihn im Verein sportlich unter Druck geraten ließen und die Tatsache, dass jüngere Spielern wie Kevin Foley auf seiner Position im irischen Team als potentielle Nachfolger bereitstanden.

## Titel/Auszeichnungen
- Englischer Ligapokal: 1999, 2011
- UEFA Intertoto Cup: 2006
- PFA Team of the Year: 2001, 2003